# 14941 Tomswift
14941 Tomswift eller 1995 FY2 är en asteroid i huvudbältet som upptäcktes den 23 mars 1995 av Spacewatch vid Kitt Peak-observatoriet. Den är uppkallad efter de fiktiva karaktärerna Tom Swift och Tom Swift jr. skapade av Edward Stratemeyer.
Den tillhör asteroidgruppen Gefion.